# Houtu
Houtu (chiń. 后土; pinyin Hòutǔ; dosł. „Władca/Władczyni ziemi”) – w mitologii chińskiej bóstwo ziemi. 
Houtu jest jednym z najbardziej zagadkowych bóstw chińskich, w zależności od źródła jego płeć określana jest jako męska lub żeńska. Niektóre podania uważały Houtu za potomka Yan Di, syna Gonggonga i dziadka Kua Fu, a także za pomocnika Żółtego Cesarza. Niekiedy przypisywano mu również funkcję władcy zaświatów. O Houtu wspomniają m.in. Opowieści o państwach, Zuozhuan i Chuci, nie precyzując jednak jednoznacznie płci bóstwa. W wierzeniach ludowych przyjęło się jednak na ogół uważać Houtu za opiekuńcze bóstwo żeńskie. Była bardzo popularną boginią, poświęcono jej wiele świątyń, z których najsłynniejszą jest znajdująca się w Wanrong w prowincji Shanxi, wzniesiona przez cesarza Wudi z dynastii Han.